# Enicospilus bima
Enicospilus bima là một loài tò vò trong họ Ichneumonidae.